# Ładownia

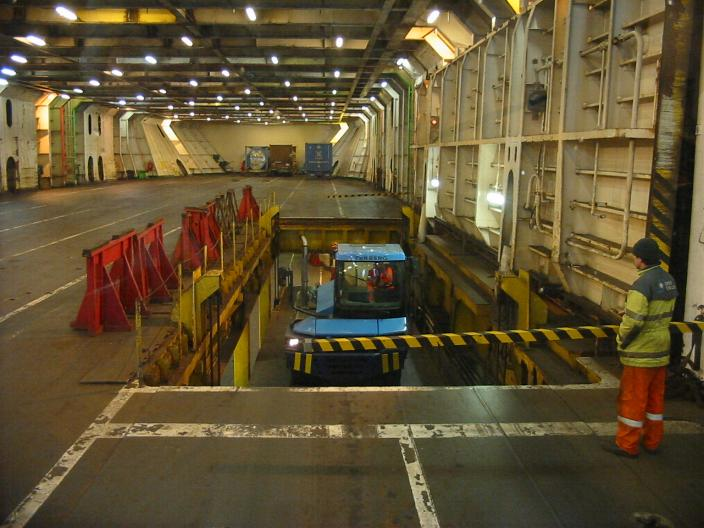
Ładownia statku RORO

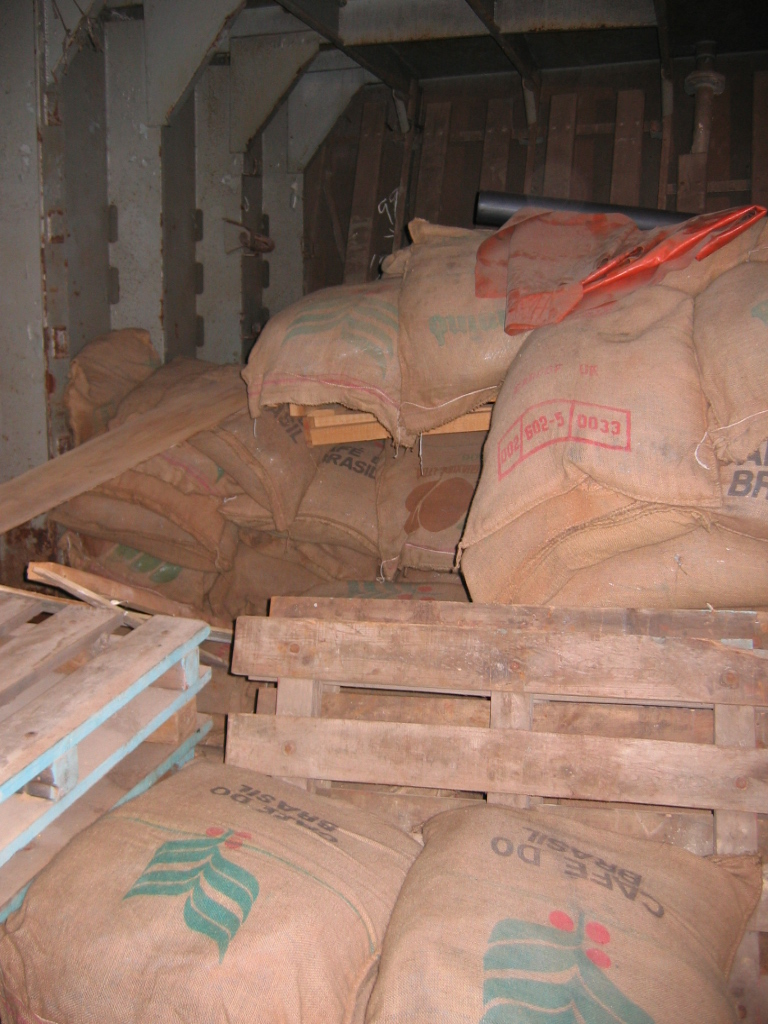
Ładownia drobnicowca

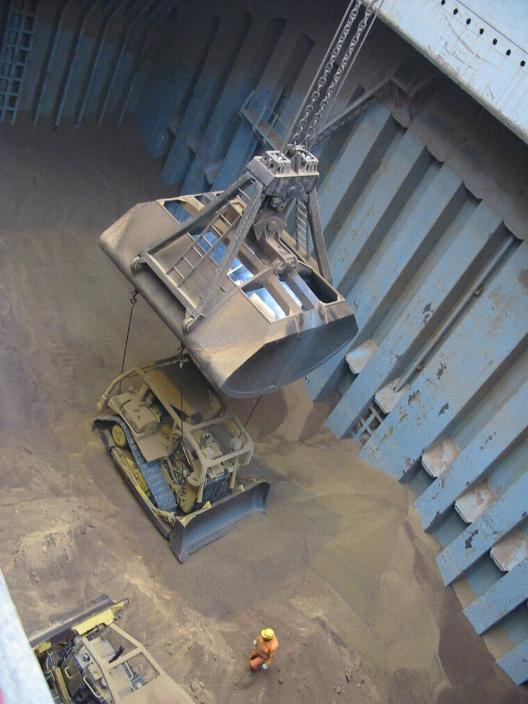
Ładownia masowca

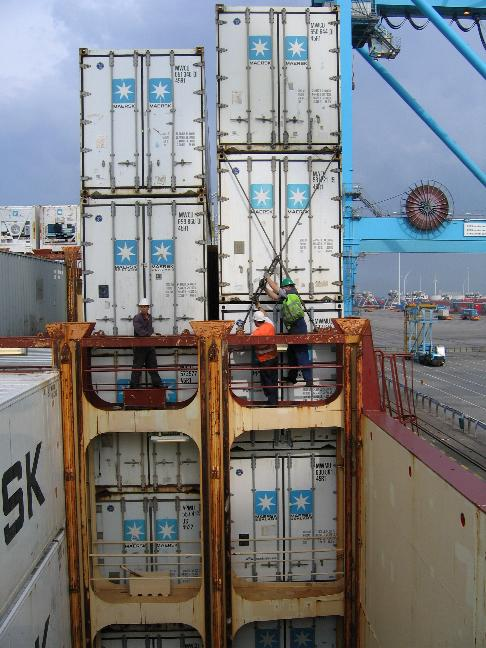
Ładownia kontenerowca

Ładownia – część (zamknięta, rzadko otwarta) statku przeznaczona do przewozu ładunku. 

## Typy ładowni
W zależności od typu statku ma różną budowę. Różnice w budowie ładowni są spowodowane przede wszystkim optymalizacją załadunku oraz przeciwdziałaniem przemieszczania się ładunku podczas kołysania.

### Drobnicowiec
Na drobnicowcach ma postać dużego pomieszczenia wyposażonego w wentylację, podzielonego międzypokładami. Niektóre ładownie drobnicowców są wyposażone w instalacje chłodnicze.

### Masowiec
Na masowcach ładownie są głębokie, niepodzielone przegrodami poziomymi (można wstawiać przegrody pionowe), ze względu na sposób załadunku polegający na wsypywaniu do nich ładunków masowych.

### Kontenerowiec
Kontenerowce posiadają ładownie wyposażone w specjalne, pionowe prowadnice, które zabezpieczają też kontenery przed przemieszczaniem się w czasie przechyłów. W ładowniach znajdują się gniazda do podłączenia kontenerów chłodniczych. Niekiedy ładownie na kontenerowcach są pozbawione zamknięcia od góry.